# Jacuzzi

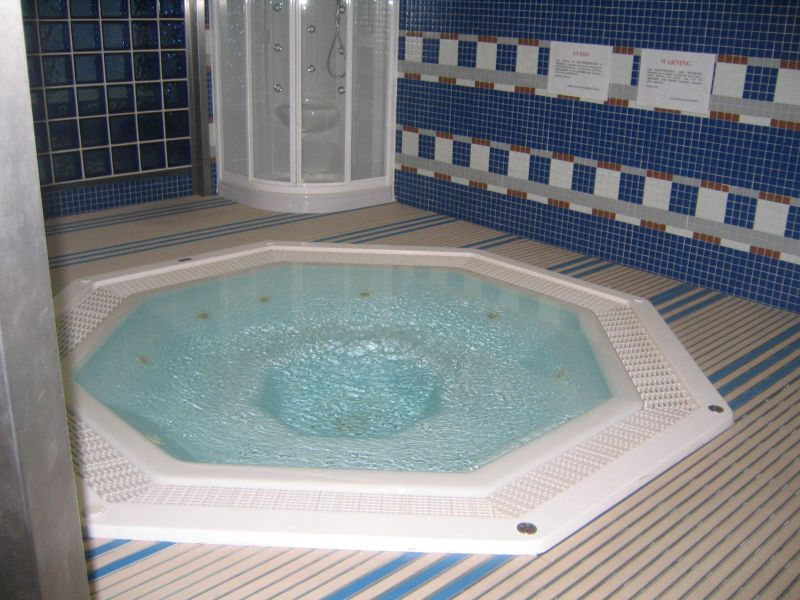
jacuzzi

Jacuzzi – potoczne określenie wanien z hydromasażem, czyli formą masażu wodnego. Dzisiejsze wanny jacuzzi obejmują swym znaczeniem modele wanien od najprostszych, wyposażonych w dysze ze strumieniami wody, aż po wysoce zaawansowane (z elektronicznym sterowaniem). Wanny z hydromasażem są jednym z podstawowych urządzeń w spa, często wchodzą w skład kompleksów basenowych oraz aquaparków.

## Historia
Nazwa wywodzi się od nazwiska Jacuzzi, rodziny, która wyemigrowała z Włoch do USA. W 1968 roku Roy Jacuzzi wynalazł i opatentował urządzenie. Pierwsze jacuzzi zostało wyprodukowane w 1970 roku.

## Wymowa
Zalecana w języku polskim to dżakuz-i.